# Virginia Kellogg
Pour les articles homonymes, voir Kellogg.
Virginia Kellogg est une journaliste et scénariste américaine née le 3 décembre 1907 à Los Angeles (Californie) et morte dans la même ville le 8 avril 1981.

## Biographie
Virginia Kellogg est journaliste notamment pour le Los Angeles Times et commence à écrire des scénarios au début des années 1930, notamment pour Warner Bros.
Elle a été mariée avec le réalisateur Frank Lloyd entre 1955 et 1960.

## Filmographie

### Cinéma
- 1931 : Le Chemin du divorce (The Road to Reno) de Richard Wallace
- 1933 : Mary Stevens, M.D. de Lloyd Bacon
- 1937 : Stolen Holiday de Michael Curtiz
- 1944 : Meet the People de Charles Reisner
- 1947 : La Brigade du suicide de Anthony Mann
- 1949 : L'enfer est à lui de Raoul Walsh
- 1950 : Femmes en cage de John Cromwell
- 1956 : Screaming Eagles de Charles F. Haas

### Télévision
- 1953 : TV de Vanguarda
- 1956 : General Delivery

## Nominations
- Oscars du cinéma 1950 : Nomination pour l'Oscar du meilleur scénario original (L'enfer est à lui)
- Oscars du cinéma 1951 : Nomination pour l'Oscar du meilleur scénario original (Femmes en cage)